# おくりびと
『おくりびと』 (Departures) は、2008年の日本映画。滝田洋二郎が監督を務め、第81回アカデミー賞外国語映画賞、および第32回日本アカデミー賞最優秀作品賞などを受賞した。

## 概要
本木雅弘が1996年に青木新門著『納棺夫日記』（桂書房、1993年）を読んで感銘を受け、青木新門宅を自ら訪れ、映画化の許可を得た。
のちに脚本を青木に見せると、舞台のロケ地が富山ではなく山形になっていたことや物語の結末の相違、また本人の宗教観などが反映されていないことなどから映画化を拒否される。本木はその後、何度も青木宅を訪れたが、映画化は許されず、「やるなら、全く別の作品としてやってほしい」との青木の意向を受け、『おくりびと』というタイトルで、『納棺夫日記』とは全く別の内容で、別の作品として映画化。映画の完成までには本木と、本木の所属事務所元社長の小口健二の働きは大きい。
映画公開に先立って、小学館でさそうあきらにより漫画化されている。このコミック版では建築物の細部まで多くの描写が映画と共通しているが、主人公の妻の職業などいくつか差異がある。

## あらすじ
プロのチェロ奏者として東京の管弦楽団に職を得た小林大悟。しかし、ある日突然楽団が解散し、夢を諦め、妻の美香とともに田舎の山形県酒田市へ帰ることにする。
就職先を探していた大悟は、新聞で「旅のお手伝い」と書かれたNKエージェントの求人広告を見つける。てっきり旅行代理店の求人と思い込み「高給保障」や「実労時間僅か」などの条件にも惹かれた大悟は面接へと向かう。面接した社長は履歴書もろくに見ず「うちでどっぷり働ける？」の質問だけで即「採用」と告げ、名刺まで作らせる。大悟はその業務内容が実は「旅立ちのお手伝い」であり、具体的には納棺 (=No-Kan) と知り困惑するが、強引な社長に押し切られる形で就職することになる。しかし妻には「冠婚葬祭関係」としか言えず、結婚式場に就職したものと勘違いされてしまう。
出社早々、納棺の解説DVDの遺体役をさせられ散々な目に遭い、最初の現場では夏、孤独死後2週間経過した高齢女性の腐乱屍体の処理を任され、大悟は仕事の厳しさを知る。
それでも少しずつ納棺師の仕事に充実感を見出し始めていた大悟であったが、噂で彼の仕事を知った幼馴染の銭湯の息子の山下から「もっとましな仕事に就け」と白い目で見られ、美香にも「そんな汚らわしい仕事は辞めて」と懇願される。大悟は態度を決めきれず、それに腹を立てた美香は実家に帰ってしまう。さらに、ある現場で不良学生を更生させようとした列席者が大悟を指差しつつ「この人みたいな仕事して一生償うのか?」と発言したのを聞いたことを機会に、ついに退職の意を社長に伝えようとするが、社長のこの仕事を始めたきっかけや独特の死生観を聞き、思いとどまる。
場数をこなしそろそろ一人前になった頃、突然、美香が大悟の元に戻ってくる。妊娠を告げられ、再び納棺師を辞めるよう迫られた大悟に仕事の電話が入る。それは、一人で銭湯を切り盛りしていた山下の母、ツヤ子の納棺の依頼であった。山下とその妻子、そして自らの妻の前でツヤ子を納棺する大悟。その細やかで心のこもった仕事ぶりによって、彼は妻の理解も得、山下とも和解した。
そんなある日、大悟の元に亡き母宛ての電報が届く。それは大悟が子供の時に家庭を捨て出て行った父、淑希の死を伝えるものであった。「今さら父親と言われても…」と当初は遺体の引き取りすら拒否しようとする大悟に、自らも帯広に息子を残して男に走った過去があることを告白した同僚の上村は「最後の姿を見てあげて」と説得する。美香の勧めもあり、社長に車を借りて遺体の安置場所に向かった大悟は、30年ぶりに対面した父親の納棺を自ら手掛ける。父親の手の中には少年時代の大悟と交換した「石文」の小石が握られていた。

## 登場人物
小林 大悟
演 - 本木雅弘（幼少時：内田琳）
元チェロ奏者。東京の管弦楽団で働いていたが、興行不振などが重なり所属楽団が解散してしまい、それに伴って山形への帰省を決意。求職中、偶然見つけた求人広告をきっかけに納棺師として働くことになる。はじめは納棺師という仕事に戸惑いを感じていたが、次第に誇りを持って仕事をするようになる。6歳のころに父親と絶縁、母は海外の演奏旅行中に死亡している。
小林 美香
演 - 広末涼子
大悟の妻。ウェブデザイナー。大悟のことを「だいちゃん」と呼ぶ。大悟が再就職先として納棺師を選択したことに最初は嫌悪感を示していたが、ツヤ子が亡くなった際の納棺作業を見て、納棺師としての大悟を受け入れる。
佐々木 生栄
演 - 山﨑努
NKエージェント社長。妻（今本洋子）とは9年前に死別している。直感で動くことが多い。
上村 百合子
演 - 余貴美子
NKエージェント事務員。出身の帯広市に一人息子を残し酒田に住んでいる。お世話になっていた飲み屋の主人が脳溢血で亡くなった際に佐々木と出会い、「自分が死んだら、この人に納棺してもらいたい」という思いからNKエージェントへの入社を決意した。
山下 ツヤ子
演 - 吉行和子
亡き夫が遺した銭湯「鶴の湯」を一人で切り盛りする老婦人。息子とは、常々銭湯をマンションに建て替える計画について揉めていた。その際ツヤ子は「ここを潰す気は一切ない」と言い切っている。しかし仕事中に倒れ急逝、その後大悟の手により納棺される。
平田 正吉
演 - 笹野高史
「鶴の湯」の50年にわたる常連客。その仕事は火葬場の職員。その長年の経験から、「死は門である」という信念を持つ。ツヤ子の火葬も担当する。
山下
演 - 杉本哲太
大悟の同級生でツヤ子の息子。役所勤めで、ツヤ子の経営する銭湯をマンションに建て替える計画を勧めていた。その件ではツヤ子と度々揉めていた。
山下 理恵
演 - 橘ゆかり
山下の妻。
山下 詩織
演 - 飯塚百花
山下の娘
小林 淑希
演 - 峰岸徹
大悟の実父。大悟が幼い頃に離婚し家を出たまま行方がわからなくなっていた。幼い大悟に文字のない時代に思いを伝える「石文（いしぶみ）」を教え、石を交換した。大悟はウェイトレスとの駆け落ちと勘違いしていたが、実際はずっと独り身だった。家を出たあとはとある漁港に身を寄せ、空き家で生活しながら港の仕事を手伝っていた。なお、峰岸はこの映画の上映期間中に亡くなっている。
ツヤ子の孫娘
演 - 松田七星
富樫 直美
演 - 宮田早苗
佐々木に納棺された女性。
富樫
演 - 山田辰夫
直美の夫。大悟らの到着が予定より5分遅いことに文句を言うものの、納棺後、妻について「あいつ、今までで一番綺麗でした」と感謝を述べる。山田は滝田監督の高校の同級生であり、監督自ら出演を依頼している。
曽根崎
演 - 石田太郎
大悟が所属していたオーケストラのオーナー。
大悟が所属していたオーケストラの指揮者
演 - 飯森範親
小林 和子
演 - 星野光代
大悟の母（回想のみ）
留男
演 - 白井小百合
大悟が女性として納棺した。
留男の母
演 - 小柳友貴美
留男の父
演 - 大谷亮介

## 撮影現場

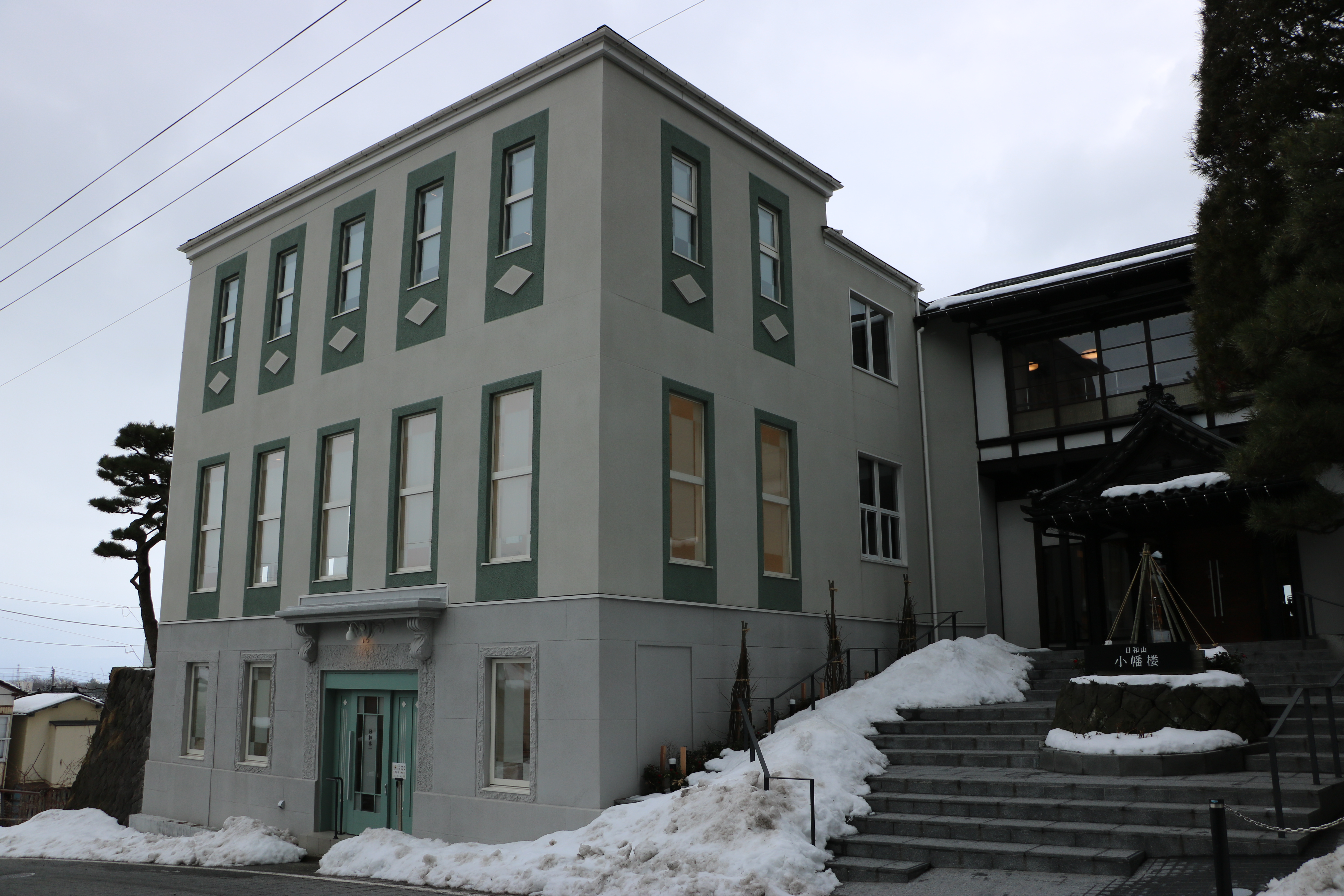
NKエージェント事務所・外観の撮影が行われた旧割烹小幡。改装され「日和山小幡楼」として営業している。2022年1月24日撮影。

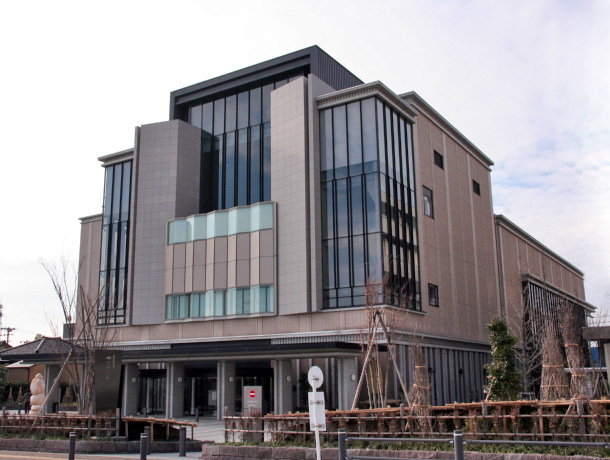
演奏会の場面の撮影が行われた酒田市民会館「希望ホール」。

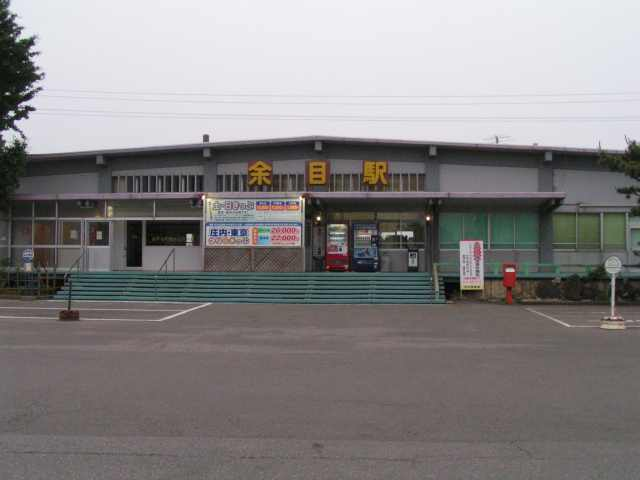
美香が帰郷する場面の撮影が行われた余目駅（山形県東田川郡庄内町）

舞台設定は庄内地方であるが、撮影箇所は山形県内各所に点在しており、代表的なものを記す。
NKエージェント事務所・外観
旧割烹小幡。山形県酒田市日吉町2丁目。2009年4月20日より内部が一般にも公開されている。
鶴乃湯の奥座敷も小幡の１階座敷で撮影している。
管弦楽演奏会場
酒田市民会館「希望ホール」。山形県酒田市本町2丁目。
「納棺の手引き」撮影場所
酒田港座。山形県酒田市日吉町1丁目。2002年に閉鎖された映画館だったが、この撮影で再び脚光を浴び、2009年6月12日から営業を再開し、現在は映画上映のみならず様々に催す。
鶴乃湯
山形県鶴岡市本町2丁目。2009年9月1日に廃業し、2010年4月より庄内映画村のオープンセットに移築されている。
スナック和・外観
山形県上山市二日町1丁目。現在は「上山コンチェルト館」として公開されている。
余目駅
美香が故郷に帰るシーンが撮影された。
火葬場（酒田市斎場）
日本建築学会賞受賞の八木澤壯一設計によるものである。
他方、原作の舞台でありながらも映画版のロケ地とならなかった富山県では、本作の日本アカデミー賞とアカデミー賞の受賞後、県議会の委員会で議員が映画ロケ誘致について富山県庁の消極的な姿勢を問い質し、県の担当課長が後悔の答弁を述べる一幕があった。
大悟のマンション
川崎市にある古民家を改装したハウススタジオ。本編中では暴走族の娘が事故で亡くなった場面も同じ場所(別の母屋)で撮影している。
タコが投げられる海
お台場海浜公園。浮いているタコは造形物。
セット撮影（にっかつ撮影所のNo.7ステージ）
NKエージェント1階事務所
佐々木社長の部屋（階段は割烹小幡で撮影している）
スナック和1階店舗および2階座敷
車の中

## スタッフ
- エグゼクティブプロデューサー：間瀬泰宏
- プロデュース：中沢敏明、渡井敏久
- 企画協力：小口健二
- 監督：滝田洋二郎
- 脚本：小山薫堂
- 音楽：久石譲
- 撮影：浜田毅
- 照明：高屋斎
- 録音：尾崎聡
- 美術：小川富美夫
- 装飾：小池直実
- 編集：川島章正
- 助監督：長濱英高
- 音響効果：小島彩
- 選曲：浅梨なおこ
- 衣装監修：北村勝彦
- ビューティー・ディレクター：柘植伊佐夫
- 特殊メイク・造形：江川悦子、神田文裕、村上拓也
- 納棺指導：木村眞二
- チェロ指導・劇中チェロ演奏：柏木広樹
- イメージソング：AI「おくりびと」（ユニバーサルミュージック）[注釈 3]
- 特別協力：納棺協会(札幌納棺協会)、黒澤楽器店、全日本冠婚葬祭互助協会
- 製作者：信国一朗
- 制作プロダクション：セディックインターナショナル
- 製作：おくりびと製作委員会（TBSテレビ、セディックインターナショナル、松竹、電通、アミューズソフトエンタテインメント、小学館、毎日放送、朝日新聞社、テレビユー山形、TBSラジオ）

## 演出
- 納棺DVDに出演するときの大悟の格好 - この場面では紙おむつに白塗りという格好で登場。撮影中に剃刀で顔を傷つけられるという設定。
- 咀嚼音 - 社長の佐々木がふぐの白子をチュウチュウと吸うように食べるシーンや、硬い干し柿をクチャクチャと噛むシーン、フライドチキンをしゃぶりつくように食べるシーンなど、決して上品ではない食事シーンがいくつかある。
- 美香の「汚らわしい！」発言 - この映画では遺体を素手で触るシーンが多く、物語をわかりやすくするためか消毒するシーンも無い。不衛生という意味で医学的には間違いではないとの指摘もある[リンク切れ]が、この場合は納棺に対する偏見から出た発言という設定である。

## 映画興行
2008年9月13日220館で公開され、9月13日・14日の週末動員ランキング5位。9月15日までの3日間で観客動員数29万0451人、興行収入3億4854万8500円をあげた。
出演者の峰岸徹の逝去が伝えられた直後の10月11日・12日の週末ランキングで3位まで上昇するが2008年11月1日・2日の10位以降は週末トップ10ランキング外となる。この時点での興行収入は30億円に達してない模様。
第81回アカデミー賞の外国語映画賞のノミネート発表を期に公開館を180館までに増やし2009年2月21日・22日の週末ランキング8位に再登場。
アカデミー賞の受賞発表後の2009年2月28日・3月1日には2日間で動員29万8470人、興収3億1938万3400円を記録し公開25週目にして初めて週末ランキングで1位になった。これらの数字は公開2日間の動員・興収を上回り、この時点での累計興収が38億4000万円。3月28日・29日10以降週末ランキングトップ10からは消えるが、4月には累計興収が60億円超えのアナウンスがあった。

## 受賞歴

### 日本国内
- 第32回日本アカデミー賞 最優秀作品賞・最優秀監督賞・最優秀脚本賞・最優秀主演男優賞・最優秀助演男優賞・最優秀助演女優賞・撮影賞・照明賞・録音賞・編集賞[6]
- 第51回ブルーリボン賞 主演男優賞
- 第63回毎日映画コンクール 日本映画大賞・録音賞[7]
- 第33回報知映画賞 作品賞
- 第21回日刊スポーツ映画大賞・石原裕次郎賞 監督賞・作品賞
- 第30回ヨコハマ映画祭 作品賞・監督賞・助演女優賞・ベスト10第1位
- 第82回キネマ旬報ベスト・テン 日本映画ベストワン・主演男優賞・日本映画脚本賞・日本映画監督賞
- 第18回東京スポーツ映画大賞 主演男優賞・助演男優賞[8]
- 2008予告篇ZEN映画祭 グランプリ
- 映画館大賞「映画館スタッフが選ぶ、2008年に最もスクリーンで輝いた映画」第3位
- 新藤兼人賞 SARVH賞2008・年間最優秀プロデューサー賞

### 日本国外
- 第81回アカデミー賞 外国語映画賞[9][3]
- 第32回モントリオール世界映画祭 グランプリ[10]
- 第17回金鶏百花映画祭 国際映画部門 作品賞・監督賞・主演男優賞
- 第28回ルイ・ヴィトン・ハワイ国際映画祭 観客賞
- 第20回パームスプリングス国際映画祭 観客賞
- 第11回ウーディネ極東映画祭 作品賞
- 第3回アジア・フィルム・アワード 主演男優賞
- 第29回香港電影金像奨 最佳亞洲電影

## 舞台化
赤坂ACTシアター他で舞台化作品が2010年5月29日より上演された。映画から7年後の大悟達を描く。

### 配役（舞台）
- 小林 大悟：中村勘太郎
- 小林 美香：田中麗奈
- 見城 恵子：真野響子
- 佐々木 生栄：柄本明

### スタッフ（舞台）
- 作：小山薫堂
- 演出：G2
- 音楽：久石譲
- プロデュース：間瀬泰宏

### 公演日程
| 公演       | 公演日                  | 劇場                        |
| ---------- | ----------------------- | --------------------------- |
| 東京公演   | 2010年5月29日 - 6月6日  | 赤坂ACTシアター             |
| 大阪公演   | 2010年6月9日 - 6月13日  | イオン化粧品 シアターBRAVA! |
| 名古屋公演 | 2010年6月16日 - 6月24日 | 御園座                      |

## その他
- 本作では、一連の死後の処置（エンジェルメイク）を納棺師が行っているが、現在[いつ?]では、臨終全体の8割が病院死であり、実際には、看護師が病院で行うことが多い[12]。
- 億単位の資産を築いた個人投資家のことを俗に「億り人（おくりびと）」と呼ぶことがあるが、由来は本作のタイトルである[13]。

## テレビ放送
2009年9月21日21時よりTBS系列で地上波初放送された。視聴率は21.7％を記録した。